# Hängstarr
Hängstarr (Carex pendula) är en flerårig gräslik växt inom släktet starrar och familjen halvgräs. Hängstarr är storväxt och växer i stora tuvor med strån tydligt trekantiga. Den har rödaktiga basala slidor och dess mörkgröna styva blad blir 12 till 25 mm breda. Bladen är även tunna har sträva kanter och är blekgröna på undersidan. Hängstarr har ett överhängande hanax och tre till sju välåtskilda honax som är 8 till 16 cm långa och 5 till 8 mm tjocka. De nedre axen är skaftade och bågböjda. Axens stödblad är av samma längd som axen. De rödbruna axfjällen blir 2 till 2,5 mm och har en något utdragen spets. De blågröna glänsande fruktgömmen, som senare blir bruna, blir 3 till 3,5 mm och har en kort näbb. Hängstarr blir från 60 till 180 cm hög och blommar från maj till juni.

## Utbredning
Hängstarr förekommer i Europa från Irland och Portugal i väster och österut till Svarta Havet. Den finns även i Nordafrika och Främre Asien. I Norden förekommer den mycket sällsynt på blöt näringsrik lerjord som exempelvis i lövskogar vid källdrag och bäckar. Dess nordiska utbredning utgörs endast av några få områden på sydöstra Jylland, men den är under spridning och förekommer även förvildad (exempelvis i Köpenhamnstrakten). Den hittades också på två lokaler i Östra Vemmenhögs socken i Skåne i början på 1900-talet, men det är oklart om den var spontant förekommande där.